# Nasief Morris
Mogammat Nasief Morris est un footballeur international sud-africain né le 16 avril 1981 au Cap. Il évolue au poste de défenseur.
Il a notamment joué au Panathinaïkos dans le championnat grec, et au Recreativo de Huelva dans le championnat espagnol.
Il a participé à la Coupe d'Afrique des nations 2008 avec l'équipe d'Afrique du Sud. 
Sa première sélection en équipe nationale a eu lieu en 2004. Au total il a joué plus de 30 matchs sous les couleurs de son pays.

## Carrière
- 1997-2001 : Santos Cape Town  Afrique du Sud
- 2001-2004 : Aris FC  Grèce
- 2003- : Panathinaïkos  Grèce
- →2008-2009 : Recreativo Huelva  Espagne
- →2009- : Racing Santander  Espagne